# Эль-Хилла
Эль-Хилла (араб. ٱلْحِلَّة‎, также Хилла, Эль-Хиллях, Ал-Хилла, Аль-Хилла) — город в центральной части Ирака, административный центр мухафаза Бабиль. Город расположен на реке Евфрат, в 100 км (62 милях) к югу от Багдада, на высоте 21 м над уровнем моря. Численность населения на 2014 год по оценочным данным составляет более 780 000 человек. Эль-Хилла находится рядом с древними городами: Вавилон, Борсиппа и Киш. Расположен в преимущественно сельскохозяйственной области, широко орошаемой водой из канала Хилла и дающей богатые урожаи. Название города может быть производным от слова «красота» в арабском языке.
Река протекает по центру города и окружена пальмовыми пальмами и другими формами растительности, уменьшающими вредное воздействие пыли и пустынных ветров.
Город когда-то был крупным центром исламской науки и образования. Могила еврейского пророка Иезекииля, как считают, находится в соседней деревне Аль-Кифла.
Город стал крупным административным центром в период правления османов и Великобритании. В XIX веке берега Евфрата у города начали зарастать илом, и многие сельскохозяйственные земли были потеряны из-за засухи, но этот процесс был прекращен строительством плотины в Хиндии в 1911—1913 годах. В 1920 году в городе шли тяжелые бои во время восстания против англичан.

## История

### Вавилон
Эль-Хилла находится недалеко от руин древнего Вавилона. Вполне вероятно, что Вавилон был основан в третьем тысячелетии до нашей эры. До конца XVIII века до нашей эры город был центром империи Хаммурапи. Различные империи контролировали Вавилон в течение следующих столетий. Вавилон ненадолго восстановил свою независимость в период Нововавилонского царства к концу VII века до нашей эры, главным образом при царе Навуходоносоре II, но попал под персидское господство в VI веке до нашей эры. В IV веке до нашей эры Александр Македонский захватил Вавилон. Вавилон оставался заметной персидской провинцией до VII века н. э., а затем пришел в упадок.
Руины Вавилона сильно пострадали из-за грабежей и разрушительной политики. Части дворца Навуходоносора и часть старых городских стен еще сохранились. Саддам Хусейн поручил восстановление древнего Вавилона. Реконструкция ворот Иштар отображается в Пергамском музее в Берлине.

### Образование Хиллы
В X веке город Аль-Джамиайн был основан на восточном берегу Евфрата. Считается, что именно Эль-Хилла выросла на его месте. В 1101 году новый город был основан около Аль-Джамиайна. Кирпичи для постройки домов были взяты с развалин Вавилона. В XVIII веке город стал административным центром в составе Османской империи. В XIX веке уровень воды в канале Хилла снизился, что привело к ухудшению условий для сельского хозяйства. Чтобы решить эту проблему, была построена плотина аль-Хиндии.

### Вторжение США в Ирак
Эль-Хилла стала ареной относительно тяжёлых боев 1 апреля 2003 году в ходе вторжения западных сил в Ирак. После боев в Эль-Хилле силы морской пехоты США двинулись на Багдад, а Эль-Хилла перешла в управление западной коалиции.
Вскоре после вторжения местные жители рассказали британским солдатам о братской могиле вблизи от Эль-Хиллы. Горожане и солдаты работали эксгумировали тысячи иракцев, убитых силами безопасности Саддама Хусейна во время восстания против его правления в 1991 году.
1-й дивизия морской пехоты создала базу в одном из дворцов Саддама Хусейна примерно в километре к северу от Эль-Хиллы. Город был частью польской военной оккупационной зоны.
После вторжения Эль-Хилла сначала жила относительно мирной жизнью, но затем стала ареной многочисленных терактов:

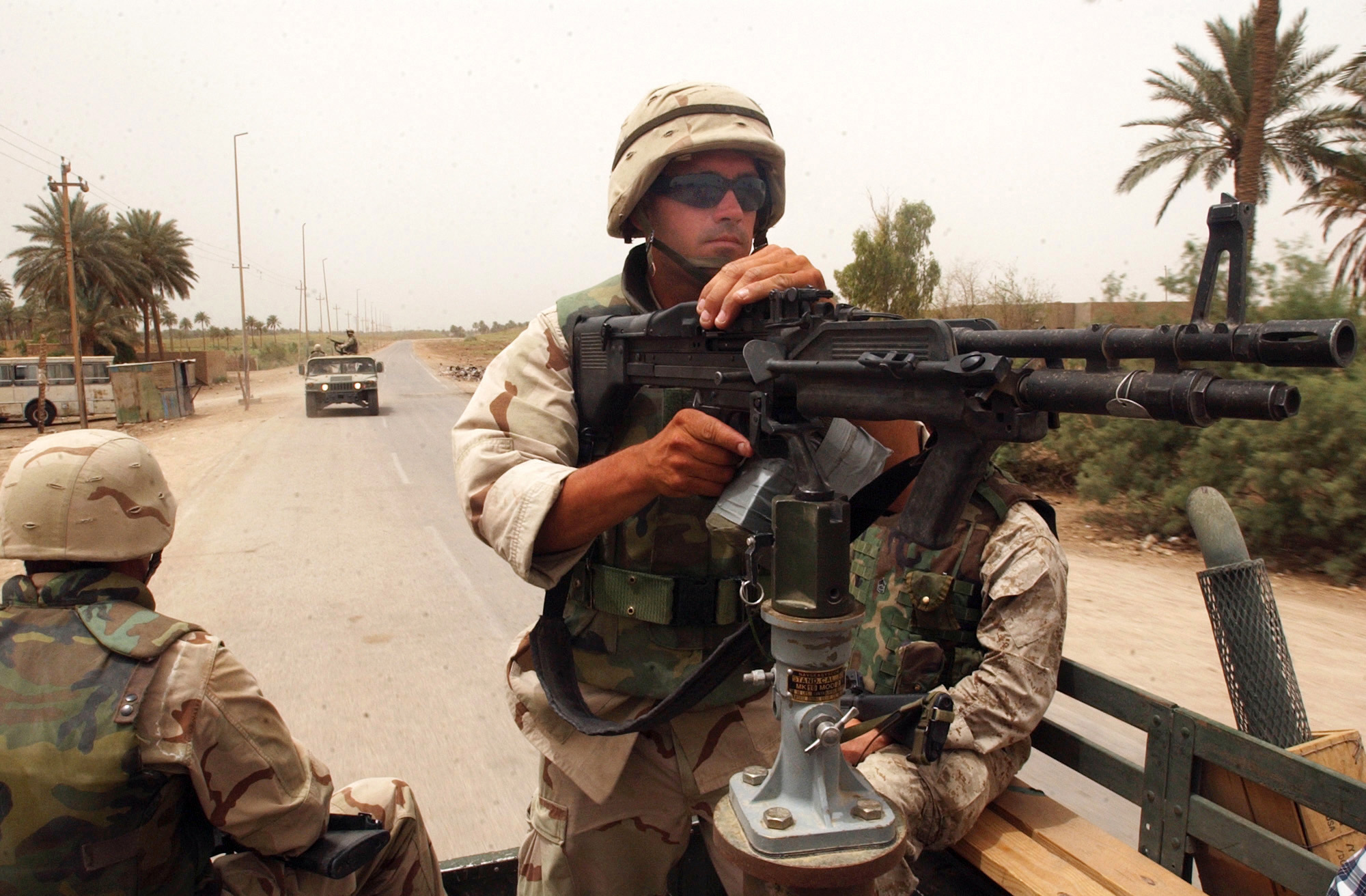
Американские войска на КПП в Эль-Хилле в 2003 г.

- В феврале 2004 года сунниты совершили неудачную попытку взорвать лагерь венгерских оккупационных войск с помощью заминированных грузовиков.

- 28 февраля 2005 года начинённый взрывчаткой автомобиль убил 125 человек около медицинской клиники.

- 30 мая 2005 года, два террориста-смертника убили 31 шиитского полицейского, ранив еще 108 человек.

- 30 сентября 2005 года начинённый взрывчаткой автомобиль взорвался на овощном рынке, погибли 10 и были ранены 30 человек.

- 2 января 2007 года по крайней мере 73 человека были убиты и более 160 получили ранения, когда два террориста-смертника взорвали себя на собрании шиитов-ополченцев.

- 1 февраля 2007 года двое террористов-смертников взорвали себя среди покупателей на переполненном рынке, погибли по меньшей мере 45 человек и были ранены около 150.

- 6 марта 2007 года 114 человек были убиты и по меньшей мере 147 человек ранены в результате взрывов двух автомобилей у святынь шиитов.

- 10 мая 2010 года в результате четырех подрывов автомобилей у здания текстильной фабрики погибли в общей сложности 45 человек и 140 ранены[3].

## Здравоохранение
Провинция Бабиль имеет десять больниц на 1200 мест. В начале 2005 года местный отдел здравоохранения объявил о планах по строительству двух больниц на 50 мест около Аль-Хифиля и Аль-Шомали. Главные больницы в Эль-Хилле также получат капитальный ремонт.
Эль-Хилла имеет четыре государственных больницы: Главную клиническую больницу, Вавилонскую больницу для женщин и детей, клиническую больницу Мерджан и больницу аль-Нур для детей.
С 2008 года Эль-Хилла принимает ежегодную медицинскую конференцию под лозунгом «Вавилон, культурная столица Ирака, — будущее медицины в научных исследованиях». Конференция предлагает ряд научных докладов, которые направлены на улучшение системы здравоохранения и образования в стране и проекты по поддержке здоровья и медицинских исследований в будущем.

## Культура и образование
Эль-Хилла имеет богатую культурную историю. Город был выбран в качестве культурной столицы Ирака в 2008 году.
Османы создали в регионе современные школы, в том числе школы Аль-Рашидия, где материал преподавался на турецком. Первая начальная школа в Эль-Хилле — медресе Аль-Шаркия, которая была основана в 1918 году. Она была расположена на верхнем этаже Большой мечети. Позже школа переехала в здание на Шатт-эль-Хилла с четырьмя классами, но эта школа не была постоянной, поскольку большинство студентов оставляли школу, чтобы учиться в семинарии. Первая средняя школа в Эль-Хилле была создана в 1927 году.
Университетское образование в Эль-Хилле началось с основания Института менеджмента в 1976 году и основания кафедры технологии и управления. В 1980 году он был переименован в технический институт; ныне это Вавилонский технический институт, включающий в себя следующие специальности: научные (гражданские и космические электронные приборы, компьютеры, техника и оборудования), административные (бухгалтерский учет, управление и компьютерные системы) и медицинские.
В провинции Бабиль пять университетов: Вавилонский университет, Зелёный университет аль-Касима (2012), университет аль-Нахрайн, Университетский колледж аль-Мостакбаль и Университетский колледж Хилла.

## Достопримечательности
Руины Вавилона
Расположены всего в 5 км к северу от города Эль-Хилла. Вавилон был величайшим городом древнего мира, особенно под властью царя Навуходоносора (605—562 до н. э.). Предположительно, именно в Эль-Хилле располагалось одно из так называемых «Семи чудес света» — Висячие сады Семирамиды.
Руины Киша (Тель-Алахамр)
Расположены в 13 км от города Эль-Хилла и в 6 км к востоку от древнего города Вавилона. Сохранились останки двух зиккуратов.
Руины Албереса
Расположены к югу от Эль-Хиллы, примерно в 15 милях.